# Oliarus bilineata
Oliarus bilineata är en insektsart som beskrevs av Frederick Arthur Godfrey Muir 1924. Oliarus bilineata ingår i släktet Oliarus och familjen kilstritar. Inga underarter finns listade i Catalogue of Life.